# Moulin de Cacrey
Le Moulin fortifié de Cacrey est un bâtiment situé sur le territoire de la commune de Creysse, dans le département du Lot. en France.

## Historique
Vers 800, Cazillac est le chef-lieu d'une vicairie. La Dordogne servait de frontière avec la vicairie d'Alvignac. Le premier seigneur de Cazillac connu est Bernard Ier (1142-1159). Il rendait hommage aux vicomtes de Turenne.
Le moulin médiéval de Cacrey a été édifié par les seigneurs de Cazillac aux XIIIe et XIVe siècles.
En 1319, Bernard de Cazillac épouse en premières noces Raymonde de Tournemire, fille de Guy, bourgeois de Martel. Ils n'ont pas eu de descendance. Le moulin est cédé aux Tournemire.
Les seigneurs de Mirandol semblent avoir possédé des droits sur le moulin en 1327.
Creysse et ses environs sont occupés par les troupes dépendant du roi d'Angleterre entre 1347 et 1378.
L'épouse du seigneur de Mirandol Gaubert Faure, Bertrande de Leymonie, afferme le moulin de Cracey en 1436. Guillaume de Mirandol rend hommage au vicomte de Turenne pour le moulin fortifié de Capcreix, en 1459. Les mêmes seigneurs rendent hommage pour le moulin et le mas en 1500. Un dénombrement des biens de Étienne de Faure de Mirandol, en 1519, donne le « mas et le repaire de Capcreys y compris le moulin et le ruisseau de la paroisse de Sainte-Catherine ».
Honorée de Cosnac, veuve de François de Mirandol, rend hommage au XVIIe siècle pour le repaire noble, le moulin et le village de Cracey ainsi que la paroisse Sainte-Catherine. Le meunier s'appelle François Louradour auquel succède un certain Daucanel, mort en 1670.
En 1698, le moulin appartient à Marie-Pascale Faure, demoiselle de Mirandol. Elle s'est mariée en 1686 avec Joseph de la Porte, coseigneur de Lissac. Le moulin est resté dans la famille de La Porte jusqu'au mariage de Jeanne de La Porte de Lissac, en 1734, avec Jean Pierre de Marqueyssac de la Croze. Leur fils, Joseph François de Marqueyssac (1738-1813), afferme le moulin en 1780, pour 1 200 livre, au meunier Jean Montial qui succédait à son père et son grand-père.
Un peu avant 1792, le moulin est vendu par Joseph François de Marqueyssac aux Roger de Martel. Leurs biens à Cracey leur est confisqué peu après. Le moulin a un nouveau meunier en 1797, Pierre Larcher.
Le moulin appartient à la famille du vicomte de ferron au début du XXe siècle. En 1920, il est acheté par M. Lascoux. Il devient la propriété du docteur Desplat en 1937 qui le cède en 1959 à sa filleule, Mlle de Dalmas. Il est vendu un peu plus tard à M. et Mme Hughes. M L'activité du moulin a cessé en 1935 qui a alors été transformé en habitation en 1939.
L'édifice est inscrit au titre des monuments historiques le 10 juin 1996.

## Description
Le moulin du Moyen Âge, rectangulaire, est en pierre de taille. L'étage a été ajouté probablement à l'époque moderne comme les contreforts. La construction des voûtes du rez-de-chaussée peut dater de la même période. La chambre à eau du rez-de-chaussée comportait quatre rouets qui entraînaient les meules dont il ne reste rien.
Le corps de logis en retour peut dater du XVIe siècle.
Le moulin est alimenté par la résurgence du Cacrey qui se trouve dans une zone de drainage karstique et doit être en relation avec la perte de Cuzance, ce qui correspondrait à une circulation sur 6 500 m.